# Xyris bancana
Xyris bancana är en gräsväxtart som beskrevs av Friedrich Anton Wilhelm Miquel. Xyris bancana ingår i släktet Xyris och familjen Xyridaceae. Inga underarter finns listade i Catalogue of Life.